# Dichondroideae
Sous-famille
Synonymes
- Cressaceae Rafinesque[1]
- Dichondraceae Dumortier[1]

La sous-famille des Dichondroideae est une sous-famille de plantes de la famille des Convolvulaceae.

## Liste des genres
Selon BioLib (8 janvier 2019) :
- genre Dichondra J.R. Forst. & G. Forst.
- genre Falkia L.f.
- genre Metaporana N.E. Br.
- genre Nephrophyllum A. Rich.
- genre Petrogenia I.M. Johnst.
- genre Porana Burm.f.